# Телон
Тело́н (фр. Thelonne) — коммуна во Франции, находится в регионе Шампань — Арденны. Департамент коммуны — Арденны. Входит в состав кантона Западный Седан. Округ коммуны — Седан.
Код INSEE коммуны — 08445.
Коммуна расположена приблизительно в 210 км к северо-востоку от Парижа, в 90 км северо-восточнее Шалон-ан-Шампани, в 22 км к юго-востоку от Шарлевиль-Мезьера.

## История
С 1560 по 1642 год Телон был частью Седанского княжества.

## Население
Население коммуны на 2008 год составляло 356 человек.
| 1962 | 1968 | 1975 | 1982 | 1990 | 1999 | 2008 |
| ---- | ---- | ---- | ---- | ---- | ---- | ---- |
| 265  | 285  | 259  | 273  | 280  | 260  | 356  |

## Экономика
В 2007 году среди 219 человек в трудоспособном возрасте (15—64 лет) 164 были экономически активными, 55 — неактивными (показатель активности — 74,9 %, в 1999 году было 66,5 %). Из 164 активных работали 153 человека (82 мужчины и 71 женщина), безработных было 11 (5 мужчин и 6 женщин). Среди 55 неактивных 15 человек были учениками или студентами, 17 — пенсионерами, 23 были неактивными по другим причинам.

## Фотогалерея
- Церковь Сен-Сикст
- Карта коммуны